# Federazione di rugby a 15 dell'Uganda
La Federazione Rugby XV dell'Uganda (in inglese Uganda Rugby Union) è l'organo che governa il Rugby a 15 nell'Uganda.